# 5e régiment d'infanterie vieux-prussien
Pour les articles homonymes, voir 5e régiment.
Le 5e régiment d'infanterie prussien est l'un des plus anciens régiments brandebourgeois-prussiens. Il est fondé en 1655 sous le nom d'Eulenburg à pied.

## Histoire générale
Le régiment est créé en 1655 à partir de recrues des bureaux électoraux du Brandebourg. En 1674, il est réuni à la Garde. En 1707, il redevient indépendante.

## Garnison
Au XVIIIe siècle, le régiment est toujours en garnison à Magdebourg.

## Chefs de régiment
- 1655-1667 : Jonas Casimir von Eulenburg (de)
- 1667-1670 : Bogusław Radziwiłł
- 1670-1674 : Charles-Émile de Brandebourg
- 1674-1707 : Hans Adam von Schöning
- 1707-1731 : Georg Abraham von Arnim
- 1731-1732 : Jakob von Bechefer
- 1732-1739 : Christoph Heinrich von der Goltz
- 1739-1742 : Johann von Wedell (de)
- 1742-1755 : Anselm Christoph von Bonin (de)
- 1755-1766 : Ferdinand de Brunswick-Lunebourg
- 1766-1785 : Friedrich Christoph von Saldern
- 1785-1789 : Christian August von Lengefeld (de)
- 1789-1800 : Ludwig Karl von Kalckstein
- 1800-1806 : Franz Kasimir von Kleist

## Impact
Le régiment est considéré comme un régiment d'élite, certainement aussi en raison de son passé de Garde.

## Personnalités
Le commandant en chef de l'armée occidentale alliée pendant la guerre de Sept Ans, Ferdinand de Brunswick-Lunebourg a servi dans le régiment. Son commandant Johann Christoph von Prignitz (de) est mort dans la bataille de Roßbach. Le commandant du régiment Friedrich Christoph von Saldern établit également une bonne réputation pour le régiment.

## Dissolution
Le régiment est dissous par capitulation le 8 novembre 1806 en tant que 5e régiment à pied Kleist à Magdebourg.

## Uniforme, équipement
Au XVIIIe siècle, l'uniforme du régiment se compose d'une veste d'uniforme bleue avec des revers de manches et de jupe rouges pailletés et des rabats pailletés avec deux liserés rouges. La casquette des grenadiers de l'aile est beige-bleue, avec une garniture en laiton doré et un pompon jaune-blanc-rouge. L'étendard du régiment est jaune avec des flammes rouges.